# رحمانف (شمکور)
رحمانف (به لاتین: Rakhmanov) یک منطقه مسکونی در جمهوری آذربایجان است که در شهرستان شمکور واقع شده است.